# Sønderborg Slotskapel
Sønderborg Slotskapel på Sønderborg Slot er et af Europas ældste lutheranske fyrstekapeller. Efter Christian 3. død i 1559 indrettede Hercules von Oberberg i 1568-70 et moderne fyrstekapel med kunstværker på et højt niveau efter enken dronning Dorotheas forskrifter.
Slotkapellet, der optager nordfløjens midterste del, har en længde på ca. 14,8 m og er ca. 9,9 bredt. Grundplanen danner et parallelogram, idet væggene i øst og vest er bygget parallelt med slottets øst- og vest façade, der skærer nord- og sydmuren. Kapellet har i midten en 6 m høj middelalderlig granitsøjle. I første sals højde løber langs alle fire vægge et galleri med de to hertugstole og forbindelsesgang til fløjens beboelsesrum på samme etage.
Herskabsstolene, prædikestolen og de 3 figurer på orglet er fremstillet af den lokale billedskærer, Niels Tagsen (1611-1640). Fløjaltertavlen fra 1550-60 er malet af Frans Floris (1517-1570), Antwerpen. Den udsmykkede døbefont fra 1557 er udført af billedhuggeren Cornelis Floris fra samme by.
Efter enkedronning Dorotheas død i 1571 arvede Kongeparrets yngste søn, hertug Hans den Yngre slottet og indrettede et gravrum i forbindelse med kapellet.
Efter at Sønderborgs periode som hertugresidens ophørte i 1667, blev der ikke længere holdt regelmæssig gudstjeneste i kapellet, og den sidste hofpræst døde 1694. Den sidst kendte kirkelige handling fandt sted, da Frederik VI.s søster, hertuginde Louise Augusta, 1843 blev bisat. I 1581 lod Frederik den 2. sin mors legeme overflytte fra Sønderborg Slotskapel til Roskilde Domkirke. Hun ligger begravet ved sin ægtefælles Side i Roskilde Domkirke under det pragtfulde monument, som Frederik II rejste over sine forældre.
Kapellet fremtræder også i nutiden i hovedtrækkene, som da det blev indrettet, med altertavle, døbefont, gallerier og pulpitur. Der er dog siden dronning Dorotheas tid ændret en del ved inventaret. Fra hertug Hans’ yngre dage stammer portalepitafiet, fra hans senere tid, første fjerdedel af 1600-tallet, prædikestolen, de nuværende herskabsstole og orglet. Da der senere ikke mere holdtes regelmæssig gudstjeneste, er stolestaderne blevet fjernet. I nyere tid er mindre dele af inventarets træværk fornyet. Fra 1955 til 1956 blev der foretaget en konservering af kapellet. Træværket og hvælvingsdekorationerne blev istandsat og altertavlen blev renset.